# シュラッダー・カプール
シュラッダー・カプール (ヒンディー語: श्रद्धा कपूर、英語: Shraddha Kapoor 1987年3月3日 - ）は、インド出身の女優、歌手。

## 主な出演作品
- Teen Patti　(2010年）
- Luv Ka The End　(2011年）
- 愛するがゆえに　Aashiqui 2　(2013年）
- 野獣一匹 Ek Villain　(2014年）(歌手の歌手 Galliyan）
- Haider　(2014年）(歌手の歌手 Do Jahaan）[1]
- ABCD 2　(2015年）(歌手の歌手 Bezubaan Phir Se）
- Baaghi　(2016年）[2] (歌手の歌手 Sab Tera)
- Rock On 2 (歌手の歌手Tere Mere Dil、Rock On Revisited、Udja Re、Woh Jahaan)　(2016年）[3]
- フライング・ジャット A Flying Jatt （2016年）
- Ok Jaanu　(2017年）
- ストゥリー 女に呪われた町 Stree　(2018年）
- サーホー Saaho　(2019年）
- きっと、またあえる Chhichhore　(2019年）
- ストリートダンサー Street Dancer 3D（2020年）